# Maigret (serie televisiva 1960)
Maigret è una serie televisiva britannica composta da 52 episodi divisi in 4 stagioni trasmesse dalla BBC dal 1960 al 1963.
Gli episodi sono di circa 50 minuti cadauno. Il commissario Maigret è interpretato da Rupert Davies, che tornerà poi ad interpretare Maigret in un film per la TV del 1969, Maigret at Bay (dal romanzo Maigret sotto inchiesta), facente parte della serie antologica Play of the Month. Il cast comprende inoltre Ewen Solon (Lucas), Neville Jason (Lapointe), Victor Lucas (Torrence) e Helen Shingler (signora Maigret).

## Episodi
Di seguito il titolo dell'episodio, il romanzo o racconto da cui è tratto (tra parentesi), il regista e la data di messa in onda, dove presenti:
Prima stagione
- Murder in Montmarte (Maigret au Picratt's), regia di Andrew Osborn ed Eric Taylor - 31 ottobre 1960
- Unscheduled Departure, regia di Eric Taylor - 7 novembre 1960
- The Burglar's Wife (Maigret et la grande perche), regia di Julian Amyes - 14 novembre 1960
- The Revolver (Le revolver de Maigret), regia di Chloe Gibson - 21 novembre 1960
- The Old Lady (Maigret et la vieille dame), regia di Eric Taylor - 28 novembre 1960
- Liberty Bar (Liberty Bar), regia di Andrew Osborn - 5 dicembre 1960
- A Man of Quality (Il signor Gallet, defunto), regia di Gerard Glaister - 12 dicembre 1960
- My Friend The Inspector (Mon ami Maigret), regia di Eric Taylor - 19 dicembre 1960
- The Mistake (Maigret se trompe), regia di Andrew Osborn - 26 dicembre 1960
- On Holiday (Les vacances de Maigret), regia di Eric Taylor - 2 gennaio 1961
- The Experts (Maigret, Lognon et les gangsters), regia di Andrew Osborn - 9 gennaio 1961
- The Cactus (Maigret en meublé), regia di Eric Taylor - 16 gennaio 1961
- The Children's Party (Il viaggiatore di terza classe), regia di Gerard Glaister - 23 gennaio 1961

Seconda stagione
- Shadow Play (L'ombra cinese), regia di John Harrison - 23 ottobre 1961
- The Simple Case (Maigret et le corps sans tête), regia di Gerard Glaister - 30 ottobre 1961
- Death of a Butcher (Un échec de Maigret) - 6 novembre 1961
- The Winning Ticket (Maigret et son mort), regia di Harold Clayton - 13 novembre 1961
- Inspector Lognon's Triumph (Maigret et l'Inspecteur Malgracieux), regia di John Harrison - 20 novembre 1961
- The Lost Sailor (Il porto delle nebbie), regia di Gerard Glaister - 27 novembre 1961
- The Golden Fleece (La chiusa n. 1), regia di Rudolph Cartier - 4 dicembre 1961
- Raise Your Right Hand (Maigret aux Assises) - 11 dicembre 1961
- The Liars (Maigret à l'école), regia di Rudolph Cartier - 18 dicembre 1961
- A Crime for Christmas (Un Noël de Maigret), regia di Campbell Logan - 25 dicembre 1961
- The Reluctant Witnesses (Maigret et les témoins récalcitrants), regia di Gerard Glaister - 1º gennaio 1962
- The White Hat (L'amie de Madame Maigret), regia di Gerard Glaister - 8 gennaio 1962
- Murder on Monday (Maigret et l'homme du banc), regia di Terence Williams - 15 gennaio 1962

Terza stagione
- Voices from the Past (Maigret et les vieillards), regia di Gerard Glaister - 24 settembre 1962
- The Madman of Vervac (Il pazzo di Bergerac) - 1º ottobre 1962
- The Countess (L'affare Saint-Fiacre) - 8 ottobre 1962
- The Wedding Guest (L'osteria dei due soldi), regia di Terence Williams - 15 ottobre 1962
- High Politics (Maigret chez le ministre) - 22 ottobre 1962
- Love from Felicie (La ragazza di Maigret) - 29 ottobre 1962
- The Dirty House (Maigret se fâche), regia di Terence Williams - 5 novembre 1962
- The Crystal Ball (Maigret e la chiromante), regia di John Harrison - 12 novembre 1962
- The Crooked Castle (Il mistero del crocevia) - 19 novembre 1962
- Death in Mind (La testa di un uomo), regia di John Elliott - 26 novembre 1962
- Seven Little Crosses (Sept petites croix dans un carnet, racconto in cui non compare Maigret), regia di Gerard Glaister - 3 dicembre 1962
- The Trap (La trappola di Maigret), regia di Terence Williams - 10 dicembre 1962
- The Amateurs (Maigret et le voleur paresseux), regia di Terence Williams - 17 dicembre 1962

Quarta stagione
- Poor Cecile! (Un'ombra su Maigret), regia di Michael Hayes - 1º ottobre 1963
- The Fontenay Murders (Maigret a peur), regia di Alan Bridges - 8 ottobre 1963
- The Lost Life (Maigret et la jeune morte), regia di Gilchrist Calder - 15 ottobre 1963
- The Cellars of the Majestic (Maigret), regia di Eric Tayler - 22 ottobre 1963
- A Man Condemned (Une confidence de Maigret), regia di Terence Williams - 29 ottobre 1963
- The Flemish Shop (La casa dei fiamminghi), regia di Eric Tayler - 5 novembre 1963
- A Taste of Power (La première enquête de Maigret (1913)), regia di Terence Williams - 12 novembre 1963
- The Log of the Cap Fagnet (Al Convegno dei Terranova), regia di Michael Hayes - 19 novembre 1963
- The Judge's House (Maigret e la casa del giudice), regia di Terence Dudley - 26 novembre 1963
- Another World (Maigret voyage), regia di Michael Hayes - 3 dicembre 1963
- The Crime at Lock 14 (Il carrettiere della "Provvidenza") - 10 dicembre 1963
- Peter the Lett (Pietro il Lettone), regia di Rudolph Cartier - 17 dicembre 1963
- Maigret's Little Joke (Maigret s'amuse), regia di Terence Williams - 24 dicembre 1963